# Gare de La Paix
La gare de La Paix est une ancienne gare ferroviaire belge réservée aux marchandises qui se trouvait sur la ligne 118, de Mons à La Louvière (Centre). Elle se situait au hameau de la Paix à la limite de La Louvière et de l'ancienne commune de Trivières, dans la province de Hainaut, en Région wallonne. Mise en service en même temps que la ligne et dotée d'un nouveau bâtiment au début des années 1860, elle servait notamment à évacuer la production des charbonnages de la Société de la Louvière et de la Paix, d'où son nom, et se trouvait à l'aboutissement de l'ancien tracé de la rue de la Paix. La fermeture des puits et raccordements ferroviaires avoisinants causera la fermeture de cet arrêt durant la Première Guerre mondiale. Il est néanmoins mentionné dans les années 1930 et 1940.

## Situation ferroviaire
Établie à approximativement 100 m d’altitude, la gare de La Paix était proche du point kilométrique (PK) 17 de la ligne 118, de Mons à La Louvière (Centre), entre la gare de Bois-du-Luc (fermée) et la bifurcation de la Paix (lignes 118 et 112) réalisée en 1923 après la fermeture de la gare de la Paix.

## Histoire

### Origines
La halte de la Paix, administrée depuis la station de Bois-du-Luc, est contemporaine de l'ouverture de la ligne le 1er juin 1849 (ou 29 janvier 1848) par la Société des chemins de fer de Namur à Liège et de Mons à Manage avec leurs extensions. Sa vocation première est de desservir la Houillère de la Paix (société de La Louvière et la Paix) dont les fosses "Sainte-Barbe", "de l'Espérance", "Léopold" et, dans une moindre mesure, "Saint-Hubert" bordent le remblai du chemin de fer. Le « guide du voyageur sur les chemins de fer de Mons à Manage et de Namur à Liège » mentionne en ces termes une exploitation charbonnière des plus pittoresques « située dans un fond boisé où pénètre par une courbe gracieuse un chemin qu'on voit se perdre sous l'ombrage ».

### La gare de l'État belge
Après la remise à bail aux Chemins de fer du Nord de l'exploitation de la concession du Mons-Manage et Namur-Liège, le Gouvernement rachète en 1859 les lignes de la région du centre : Mons-Manage et l'embranchement de l'Olive (ou chemin de fer des Anglais) vers Bascoup, confiant leur exploitation à l'Administration des chemins de fer de l'État belge. Dès l'année suivante, dans la salle d'attente de la gare de Bruxelles-Nord est procédée à l'adjudication publique pour la construction de nouveaux bâtiments des recettes dans les gares intermédiaires de ces deux lignes : Nimy, Obourg, Havré (faisant partie d'un lot de six), la Paix, Bois-du-Luc, l'Étoile, Bascoup-État (faisant partie d'un lot de cinq) le 4 juillet tandis que l'Olive et Bracquegnies (ce dernier étant un bâtiment plus vaste) le 18 avril. Les bâtiments correspondant à ces adjudications groupées appartiennent au plan standard de l’État belge dit "à pignons à redents". Le lot comprenant La Paix est, d'après les photographies des gares de l’Étoile et Bascoup-État, composé de bâtiments plus petits avec seulement trois travées en raison de leur vocation gares pour les marchandises. Un artisan du nom de Jean Estienne a réalisé un modèle réduit de la gare de La Paix (également à trois travées) lequel fait désormais partie des collections du Cercle d'histoire Henri Guillemin, installé dans le bâtiment de la gare de Haine-Saint-Pierre. Les bâtiments des haltes de Bois-du-Luc et La Paix sont terminés ou sur le point de l'être lorsqu'une adjudication est passée en juillet 1863 pour des trottoirs (quais) en pavés retaillés et un passage voûté par dessus la porte de la cave. Des modifications au bâtiment ont lieu en 1887.
Les discussions préalables à la séparation de la Louvière de commune de Saint-Vaast, décidée par la loi du 10 avril 1869, mentionnent la station de La Paix ainsi que le développement d'un hameau autour de cette gare. Le consensus général est d'intégrer cette gare à la nouvelle commune de La Louvière, ce qui est confirmé par un amendement en ce sens.
En 1865, cette halte-bureau devient une station mais elle reste seulement desservie par des trains de marchandises.
Les cartes de l'institut cartographique militaire mentionnent la station de la Paix en 1866, à la bifurcation entre la ligne Mons-Manage et une série de raccordements privés en direction des autres charbonnages, de fours à coke puis plus tard du canal. Elle n'est cependant plus indiquée par une annotation sur la version de 1895. Cela doit être une conséquence de la rétrogradation de La Paix au rang de halte, toujours sans desserte voyageurs. La carte officielle des chemins de fer de la Belgique au 31 décembre 1910 mentionne une halte de marchandises.

### Accidents et incidents
Le 6 décembre, au cours d'une série de grèves et protestations en 1888, une cartouche d'explosif est découverte sur les rails aux abords de la station, sans avoir causé de déraillement et pouvait eu pour but d'empêcher l'envoi de la troupe contre les grévistes. Le 23 ou le 24 mars 1906, un train de marchandises roulant en direction de Mons dont le mécanicien n'a pas observé les signaux percute train de coke à destination de la Louvière en manœuvre, tuant sur le coup chef de la halte, Mr Galopin, âgé de 50 ans et père de deux filles, qui se trouvait dans une guérite du train percuté,. Le personnel de la halte sera à nouveau endeuillé le 11 août 1935 lorsque Nelly E., fille de l'agréé du chemin de fer à la halte de la Paix, âgée de 14 ans, est percutée par un train de marchandises en traversant.

### Déclin et fermeture
Le puits Sainte-Barbe, en exploitation depuis 1835, cesse ses activités en 1913. Le raccordement industriel vers La Louvière et Bouvy est progressivement simplifié et totalement démonté en 1921. La Paix fait partie des nombreux arrêts non-desservis durant la Première Guerre mondiale. Les Chemins de fer de l’État belge n'auraient pas rétabli la desserte après 1920.
Le bâtiment était encore visible lors de la Deuxième Guerre mondiale et se présentait alors sous la forme d'un édifice de trois travées à arcs bombés, similaire aux bâtiments des gares de l'Étoile et Bascoup-État, mais coiffé d'une toiture à deux croupes comme aux gares d'Obourg et Nimy. Durant l'occupation, la presse collaborationniste fait état de vols récurrents de marchandises (charbon, farine, alcool, etc.) à la gare de la Paix facilités par la configuration de la ligne avec une courbe prononcée en direction de La Louvière-Bouvy.
En 1959, la gare de la Paix est encore mentionnée par le livre « Histoire et petite Histoire de La Louvière » lequel relate que durant les années 1930, pour résoudre le problème de l'obsolescence et du manque de connexions entre les deux gares de la Louvière (La Louvière-Centre et La Louvière-Bouvy), la création d'une gare centralisatrice au hameau de la Paix fut l'une des deux options visant à permettre la correspondance entre tous les trains desservant la commune. Ce projet resta sans suite et il fallut attendre 1983 pour que l'autre option soit appliquée sous la forme de la gare de la Louvière-Sud, à proximité de la halte de Bouvy.
La date de démolition du bâtiment de la gare n'est pas connue.